# Чофу
Чофу (рум. Ciofu) — село у Теленештському районі Молдови. Входить до складу комуни, адміністративним центром якої є село Згердешть.

## Населення
За даними перепису населення 2004 року у селі проживали 22 особи, усі — молдавани.